# Ахалгорский муниципалитет
Ахалгорский муниципалитет (груз. ახალგორის მუნიციპალიტეტი akhalgoris municipʼalitʼetʼi) — муниципалитет в Грузии, формально входящий в состав края Мцхета-Мтианетия. Территориально находится на северо-востоке Грузии, на земле исторической области на северо-востоке Внутренней Картли. Административный центр — Ахалгори (Ленингор).

## Население
Согласно последней переписи 2002 года население района (муниципалитета) в подконтрольной Грузии на тот момент территории (Ксанское ущелье) составило 7 703 чел.
На 2022 год численность населения муниципалитета 3670 человек.
| Грузины       | 6520 | 84,64%  |
| Осетины       | 1110 | 14,41%  |
| Армяне        | 37   | 0,48%   |
| Русские       | 20   | 0,26%   |
| Абхазы        | 6    | 0,08%   |
| Азербайджанцы | 2    | 0,03%   |
| Греки         | 2    | 0,03%   |
| Украинцы      | 1    | 0,01%   |
| Езиды         | 1    | 0,01%   |
| всего         | 7703 | 100,00% |

## История
В 1940 году в составе Юго-Осетинской автономной области Грузинской ССР (путём объединения Ахалгорского, Лехурского и Монастерского районов) был создан Ленингорский район. В рамках административно-территориального деления Грузии, формально 11 декабря 1990 года ликвидировавшей Юго-Осетинскую АО, район был вновь переименован в Ахалгорский (с 2006 года — муниципалитет). В рамках административно-территориального деления частично признанной Республики Южная Осетия регион по-прежнему называется как Ленингорский район.
В ходе войны в Грузии 2008 года российские войска и югоосетинские формирования установили контроль над Ксанским ущельем и таким образом распространив фактическую юрисдикцию Южной Осетии над всем Ахалгорским муниципалитетом (Ленингорским районом). 
Численность и этнический состав населения Ленингорского района в 1939 — 1989 годах
| Год переписи | Число жителей | Этнический состав                         |
| ------------ | ------------- | ----------------------------------------- |
| 1939         | 22.725        | осетины 57,3%; грузины 38,8%; армяне 2,8% |
| 1959         | 16.770        | осетины 53,4%; грузины 42,3%; армяне 3,5% |
| 1970         | 14.543        | осетины 48,4%; грузины 47,9%; армяне 2,7% |
| 1979         | 13.772        | осетины 46,5%; грузины 51,5%; армяне 1,2% |
| 1989         | 12.073        | осетины 44,2%; грузины 53,8%; армяне 1,3% |